# Jörg Josef Schwab

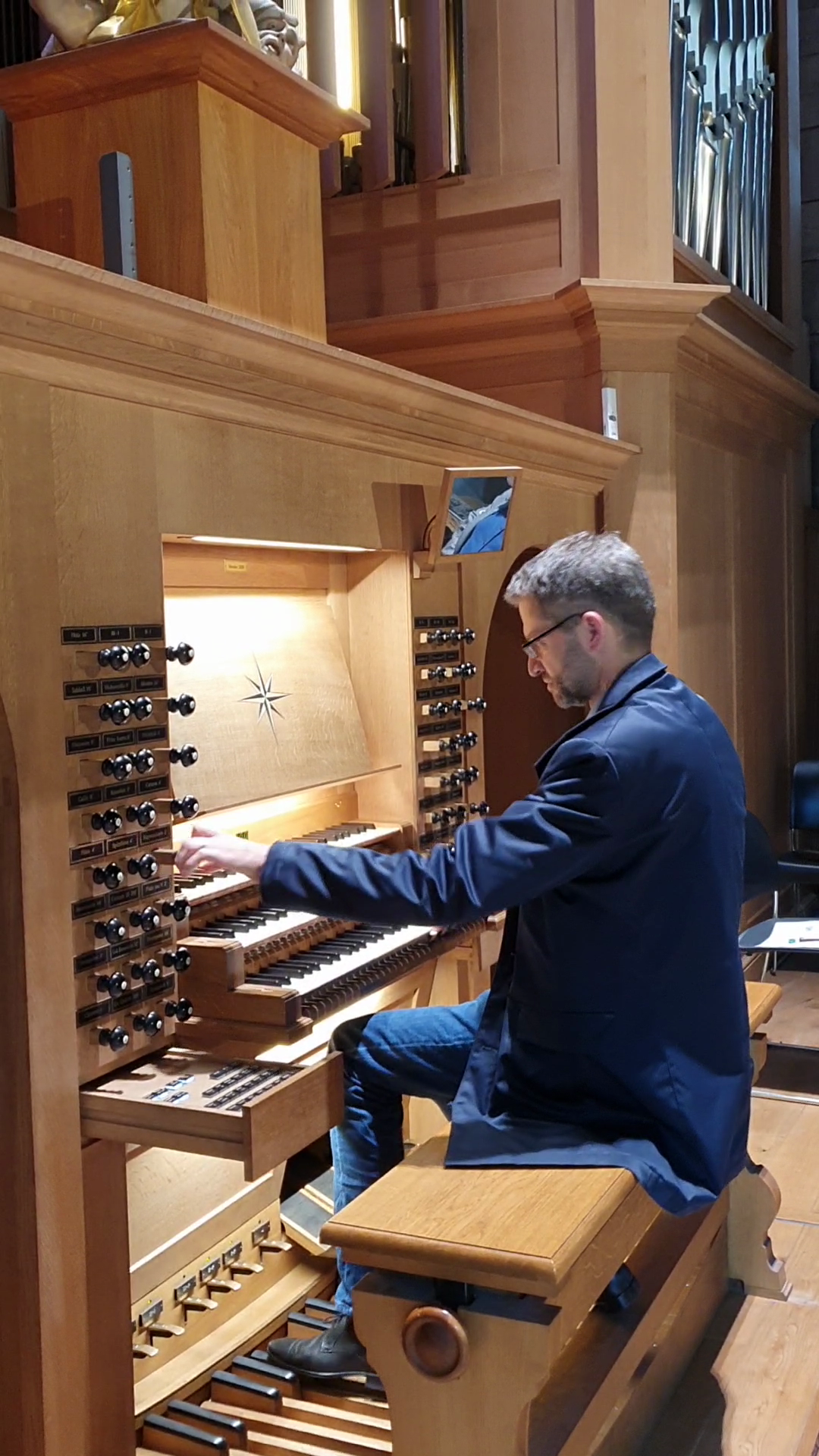
Jörg Josef Schwab an der Michaelsorgel im Freiburger Münster (2023)

Jörg Josef Schwab (* 1976 in Illertissen) ist ein deutscher Organist und Kirchenmusiker. 2013 wurde Schwab zum Münsterorganisten in Freiburg im Breisgau berufen.

## Ausbildung
Jörg Josef Schwab erhielt Orgelunterricht bei Winfried Bönig und studierte Schul- und Kirchenmusik an der Universität Freiburg. Anschließend erlangte er im Rahmen eines Aufbaustudiums an der Hochschule für Musik Mainz das A-Examen in Kirchenmusik und das Konzertexamen in Orgelimprovisation. An der Universität der Künste Berlin vertiefte er seine Kenntnisse der Orgelimprovisation. Schwab schloss sein Studium am Conservatorium van Amsterdam mit dem Bachelor- und Master-Examen ab. Zu seinen Lehrern gehörten Klemens Schnorr, Gerhard Gnann, Jacques van Oortmerssen, Alfred Müller-Kranich, Hans-Jürgen Kaiser und Wolfgang Seifen.

## Beruflicher Werdegang
Von 2006 an war Schwab zwei Jahre als Regionalkantor im Bistum Trier mit Dienstsitz in Oberwesel tätig, außerdem unterrichtete er die Fächer „Schulpraktisches Klavierspiel“ und „Orgelimprovisation“ als Lehrbeauftragter an der Musikhochschule in Mainz.
2008 übernahm Schwab das Amt des Domorganisten am Essener Münster. Im Sommer 2013 gestaltete er in dieser Funktion letztmals die Sommerlichen Orgelkonzerte, u. a. mit seinen Improvisationen In memoriam Franz Lehrndorfer. Am 1. Oktober 2013 wurde er zum Münsterorganisten in Freiburg im Breisgau berufen. Seit 2014 ist Schwab zusätzlich Lehrbeauftragter für Orgelimprovisation und Liturgisches Orgelspiel an der Musikhochschule Freiburg.

## Auszeichnungen
2001 gewann Schwab den 3. Preis beim Orgelimprovisationswettbewerb Festival Europäische Kirchenmusik in Schwäbisch Gmünd und erhielt im selben Jahr den Förderpreis des Orgelfestivals Fugato in Bad Homburg. Im Jahr 2005 gewann er den 2. Preis bei dem vom Cäcilien-Verband gestifteten und vom KdL ausgetragenen Wettbewerb Orgelspiel im Gottesdienst in Fulda.

## Werke
Das Orgelbuch der Domorganisten, 2014 im Bärenreiter-Verlag erschienen, enthält drei musikalische Bearbeitungen von Schwab:
- Menschen, die ihr wart verloren von Christoph Bernhard Verspoell in der Bearbeitung von Stefan Schmidt und Jörg Josef Schwab
- Dank sei dir, Vater, für das ewge Leben von Johann Crüger in der Bearbeitung von Franz Josef Stoiber und Jörg Josef Schwab
- Lasst uns loben, freudig loben von Erhard Quack in der Bearbeitung von Winfried Böning, Franz Josef Stoiber und Jörg Josef Schwab